# 海岸巡防隊

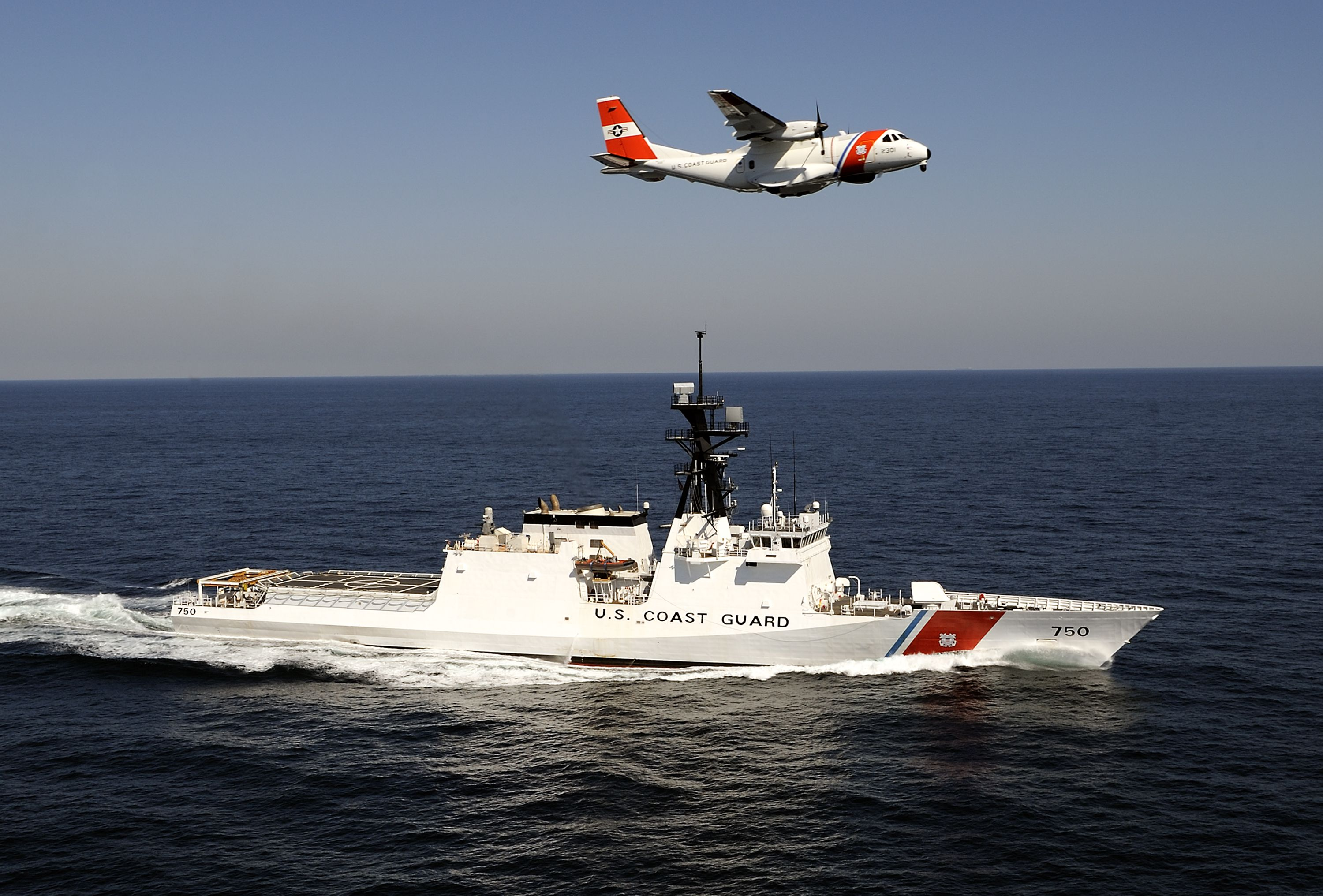
美国海岸警卫队传奇级巡逻舰

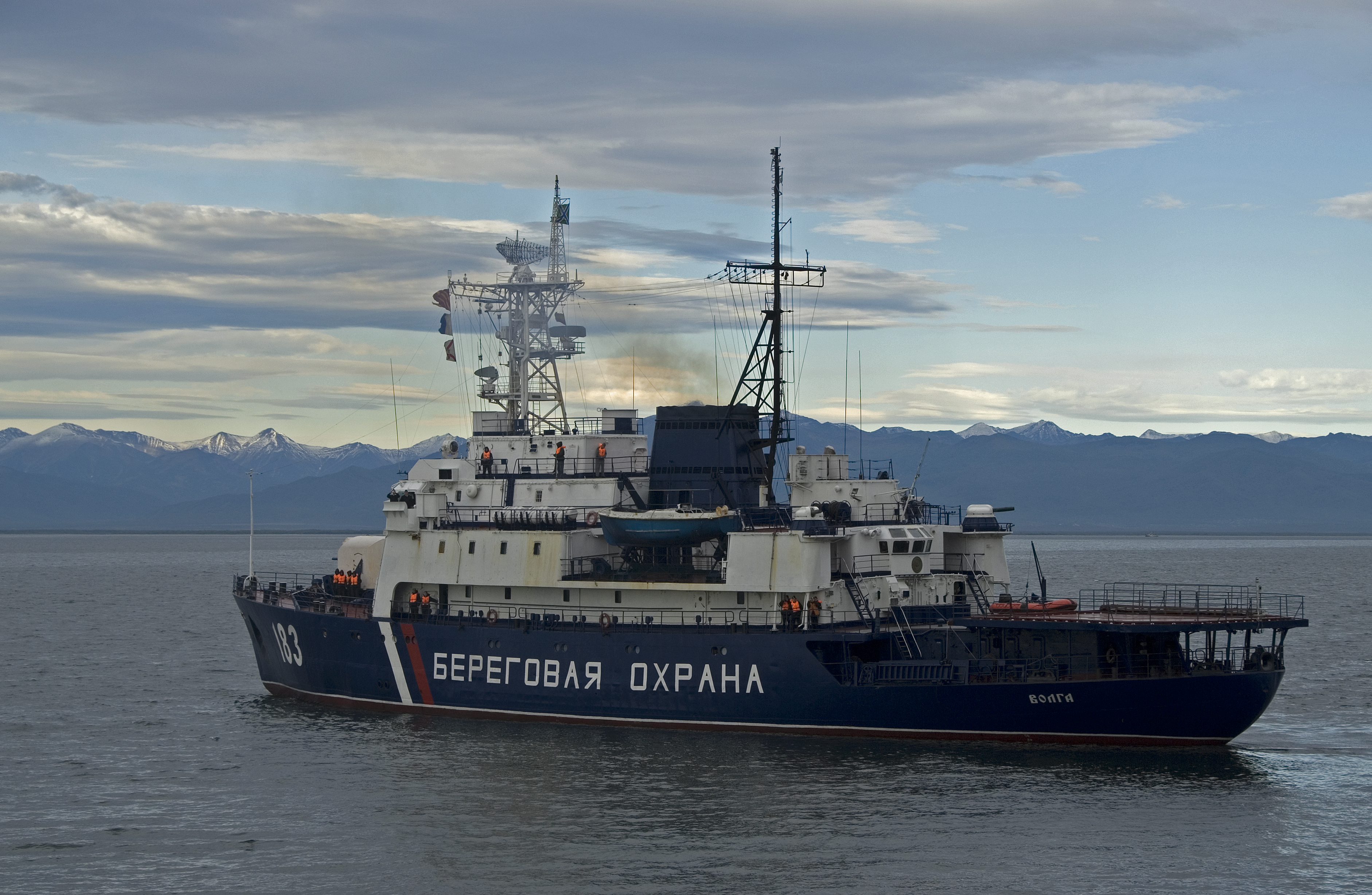
俄羅斯聯邦安全局邊防軍海巡隊編號183號艦艇

海岸巡防隊（英語：Coast Guard）是一些國家或地区设置的海洋安全機構。在不同的政府中，被賦予不同的權限，通常有管理海洋資源、護漁巡邏、海域安全、海岸執法的責任。大多負責海岸與近海各類海事執法事宜，如查緝走私、偷渡等，也兼搜索和救援，甚至是處理海洋污染事件。不過，每個國家的海岸巡防隊之職能各有不同，如改制自緝私艦隊的美国海岸警卫队任務偏重國防，日本國的海上保安廳偏重治安、職權類似海上警察，而中華民國、中華人民共和國分別的海洋委員會海巡署、中国海警局則兩者兼具。

## 各國家和地区海岸警卫力量
- 中华人民共和国：中国海警局（China Coast Guard）
  -  香港：香港警務處水警總區、香港海關、入境處船隻搜查小組
  -  澳門：澳門海關
- 阿根廷：阿根廷海警
- 德国：德國聯邦海岸警卫队（英语：German Federal Coast Guard）
- 法國：法國海事憲兵（英语：Maritime Gendarmerie）
- 希腊：希腊海岸警卫队
- 印度：印度海岸警衛隊（Indian Coast Guard）
- 義大利：意大利海岸警卫队（英语：Corps of the Port Captaincies – Coast Guard）
- 日本：海上保安廳（Japan Coast Guard）
- ：海洋警察廳（Korea Coast Guard）
- 马来西亚：馬來西亞海洋執法机构（英语：Malaysian Maritime Enforcement Agency）
- 菲律賓：菲律賓海巡署（Philippine Coast Guard）
- 俄羅斯：俄羅斯聯邦安全局邊防軍海巡隊
- 中華民國：海洋委員會海巡署（Coast Guard Administration, Ocean Affairs Council）
- 新加坡：新加坡警察海岸保卫处（英语：Police Coast Guard）
- 英国：英國海事與海岸警衛署（Maritime and Coastguard Agency）
- 美国：美国海岸警卫队（United States Coast Guard）
- 越南：越南海洋警察局（Cảnh sát biển Việt Nam）
- 加拿大：加拿大海岸警卫队 （英語：Canadian Coast Guard, CCG)
- 乌克兰：烏克蘭海岸警衛隊

## 外部連結
- Download records of service of the UK Coastguard 1816-1947 （页面存档备份，存于）